# 梁健邦 (歌手)
梁健邦（英語：Bill, Leong Kin Pong，1992年4月2日—），澳門十年娛樂製作有限公司創辦人，曾獲2014全澳青年歌唱大賽冠軍及金曲演繹獎，同年更聯同澳門歌手歐陽兆樺、歐陽日華，三人共同舉辦第一場主題音樂會「Time Line」。近年積極投入唱作領域，曾創作歌曲「在老地方說」並收錄於「澳門聲音2」原創專輯以及演繹原創歌曲「封鎖」，並收錄於「我城故事4」專輯。2015年更聯同「MACA流行歌曲創作大賽」金獎得主音樂人FROG WONG共同創作本地人氣音樂作品「沼澤」，本年度推出集體回憶主題創作「舊相片」，並將收錄於「小城樂章」原創音樂專輯內。同時亦積極參與本地不同類型歌唱活動，如：全澳新秀粵語歌唱大賽、SIM澳門流行音樂節、向不朽致敬系列音樂會、原創音樂劇《芝麻高高歌劇團V-娛樂之王》等，擔任評判、演出。

## 音樂作品
- 梁健邦 - 在老地方說（主唱/與Frog Wong合作作曲填詞）
- 梁健邦 - 封鎖（主唱）
- 梁健邦 - 沼澤（主唱/與Frog Wong合作作曲填詞）
- 梁健邦 - 舊照片（主唱/作曲/填詞）

## 外部連結
- 梁健邦的Facebook專頁
- 梁健邦的Instagram帳戶